# Velké Medvědí jezero

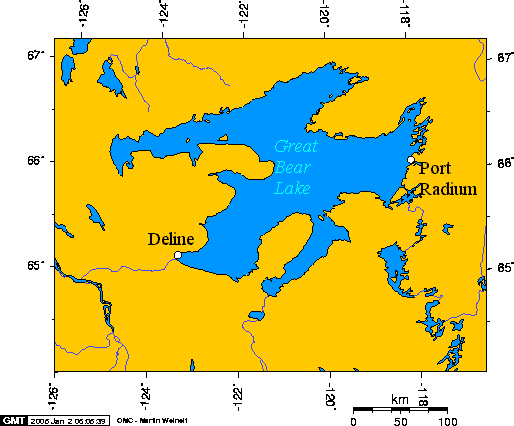
mapa jezera

Velké Medvědí jezero (anglicky Great Bear Lake) je jezero na území Severozápadních teritorií v Kanadě. Kotlina jezera má ledovcovo-tektonický původ. Se svou rozlohou přes 31 tisíc km² je třetím největším jezerem v Kanadě, čtvrtým největším na celém severoamerickém kontinentu a osmým největším na světě. Dosahuje maximální hloubky 446 m. Leží v nadmořské výšce 119 m.

## Pobřeží
Břehy jsou vysoké, skalnaté a velmi členité. Jsou pokryté jehličnatým lesem.

## Vodní režim
Z jezera odtéká Velká Medvědí řeka, která ústí do řeky Mackenzie.

## Vlastnosti vody
Voda je výjimečně čistá zelenavého odstínu. Od října do června je hladina pokrytá ledem. Plavající kry se vyskytují do konce července.

## Fauna a flóra
Na jezeře je rozvinutý rybolov.

## Lodní doprava
Na jezeře je rozvinutá místní lodní doprava, která je však v provozu pouze v srpnu a v září.

## Osídlení pobřeží
Na břehu u osady Port Radium se těží uranovo-radiové rudy. Další osadou na břehu je Deline.